# Taininbeka
Taininbeka is een atol van de Ringgoldeilanden, een subgroep van de Vanua Levugroep in Fiji. Het heeft een oppervlakte van 144 ha en is onbewoond.